# Tournoi d'ouverture du championnat du Mexique féminin de football 2024
Navigation
Saison précédente Saison suivante
Le Tournoi d'ouverture 2024 (premier tournoi de la saison 2024-2025) est la 15e édition du Championnat du Mexique féminin de football disputé au Mexique. Le CF Monterrey défend son titre.

## Déroulement de la saison
Le tenant du titre, CF Monterrey, termine à la première place de la phase de qualification, il remporte également la finale aux tirs au but, c'est le quatrième titre de champion du Mexique dans l'histoire du club.

## Compétition
Le Tournoi Apertura se déroule de la même façon que les tournois saisonniers précédents :
- La phase de qualification : dix-sept journées de championnat.
- La phase finale : des matchs de classement et des confrontations aller-retour allant des quarts de finale à la finale.

### Phase de qualification
Lors de la phase de qualification les dix-huit équipes s'affrontent une fois selon un calendrier tiré aléatoirement. Les huit meilleures équipes sont qualifiées pour les quarts de finale.
Le classement est établi sur le barème de points classique (victoire à 3 points, match nul à 1, défaite à 0).
Le départage final se fait selon les critères suivants :
- Le nombre de points.
- La différence de buts générale.
- La différence de buts particulière.
- Le nombre de buts marqué à l'extérieur.
- Le tirage au sort.

| Rang | Équipe                    | Pts | J  | G  | N | P  | Bp | Bc | Diff |
| ---- | ------------------------- | --- | -- | -- | - | -- | -- | -- | ---- |
| 1    | CF Monterrey              | 42  | 17 | 13 | 3 | 1  | 41 | 11 | +30  |
| 2    | Tigres UANL T             | 41  | 17 | 13 | 2 | 2  | 41 | 12 | +29  |
| 3    | Club América              | 40  | 17 | 12 | 4 | 1  | 55 | 11 | +44  |
| 4    | CF Pachuca                | 37  | 17 | 11 | 4 | 2  | 42 | 16 | +26  |
| 5    | Juárez                    | 32  | 17 | 10 | 2 | 5  | 32 | 14 | +18  |
| 6    | CD Guadalajara            | 30  | 17 | 9  | 3 | 5  | 34 | 25 | +9   |
| 7    | Pumas UNAM                | 29  | 17 | 9  | 2 | 6  | 32 | 29 | +3   |
| 8    | Deportivo Toluca          | 26  | 17 | 8  | 2 | 7  | 32 | 32 | 0    |
| 9    | Tijuana                   | 25  | 17 | 8  | 1 | 8  | 36 | 31 | +5   |
| 10   | Querétaro FC              | 25  | 17 | 7  | 4 | 6  | 20 | 23 | -3   |
| 11   | Atlas FC                  | 25  | 17 | 7  | 4 | 6  | 23 | 27 | -4   |
| 12   | Cruz Azul                 | 20  | 17 | 6  | 2 | 9  | 25 | 27 | -2   |
| 13   | León                      | 19  | 17 | 5  | 4 | 8  | 14 | 23 | -9   |
| 14   | Club Atlético de San Luis | 10  | 17 | 2  | 4 | 11 | 15 | 41 | -26  |
| 15   | Mazatlán (en)             | 10  | 17 | 3  | 1 | 13 | 14 | 55 | -41  |
| 16   | Puebla (en)               | 9   | 17 | 2  | 3 | 12 | 13 | 29 | -16  |
| 17   | Santos Laguna             | 8   | 17 | 2  | 2 | 13 | 11 | 38 | -27  |
| 18   | Necaxa (en)               | 7   | 17 | 2  | 1 | 14 | 8  | 44 | -36  |

| Légende : Qualifications et relégations | Légende : Qualifications et relégations |
| --------------------------------------- | --------------------------------------- |
|                                         | Qualification pour la Liguilla          |
|                                         | T Tenant du titre                       |

### LaLiguilla
Les huit équipes qualifiées sont réparties dans le tableau final d'après leur classement général. L'équipe la moins bien classée accueille lors du match aller et la meilleure lors du match retour.
Les équipes sont réparties de la façon suivante :
- La 1re contre la 8e.
- La 2e contre la 7e.
- La 3e contre la 6e.
- La 4e contre la 5e.

|  | Quarts de finale           | Quarts de finale           | Quarts de finale           | Quarts de finale           |               |               | Demi-finales                 | Demi-finales                 | Demi-finales                 | Demi-finales                 |  |  | Finale                 | Finale                 | Finale                 | Finale                 |
|  |                            |                            |                            |                            |               |               |                              |                              |                              |                              |  |  |                        |                        |                        |                        |
|  | 7/8 et 10/11 novembre 2024 | 7/8 et 10/11 novembre 2024 | 7/8 et 10/11 novembre 2024 | 7/8 et 10/11 novembre 2024 |               |               | 14/15 et 17/18 novembre 2024 | 14/15 et 17/18 novembre 2024 | 14/15 et 17/18 novembre 2024 | 14/15 et 17/18 novembre 2024 |  |  | 22 et 25 novembre 2024 | 22 et 25 novembre 2024 | 22 et 25 novembre 2024 | 22 et 25 novembre 2024 |
|  | 7/8 et 10/11 novembre 2024 | 7/8 et 10/11 novembre 2024 | 7/8 et 10/11 novembre 2024 | 7/8 et 10/11 novembre 2024 |               |               | 14/15 et 17/18 novembre 2024 | 14/15 et 17/18 novembre 2024 | 14/15 et 17/18 novembre 2024 | 14/15 et 17/18 novembre 2024 |  |  | 22 et 25 novembre 2024 | 22 et 25 novembre 2024 | 22 et 25 novembre 2024 | 22 et 25 novembre 2024 |
|  | 1er                        | CF Monterrey A             | 0                          | 1                          |               |               | 14/15 et 17/18 novembre 2024 | 14/15 et 17/18 novembre 2024 | 14/15 et 17/18 novembre 2024 | 14/15 et 17/18 novembre 2024 |  |  | 22 et 25 novembre 2024 | 22 et 25 novembre 2024 | 22 et 25 novembre 2024 | 22 et 25 novembre 2024 |
|  | 1er                        | CF Monterrey A             | 0                          | 1                          |               |               | 14/15 et 17/18 novembre 2024 | 14/15 et 17/18 novembre 2024 | 14/15 et 17/18 novembre 2024 | 14/15 et 17/18 novembre 2024 |  |  | 22 et 25 novembre 2024 | 22 et 25 novembre 2024 | 22 et 25 novembre 2024 | 22 et 25 novembre 2024 |
|  | 8e                         | Deportivo Toluca           | 1                          | 0                          |               |               | 14/15 et 17/18 novembre 2024 | 14/15 et 17/18 novembre 2024 | 14/15 et 17/18 novembre 2024 | 14/15 et 17/18 novembre 2024 |  |  | 22 et 25 novembre 2024 | 22 et 25 novembre 2024 | 22 et 25 novembre 2024 | 22 et 25 novembre 2024 |
|  | 8e                         | Deportivo Toluca           | 1                          | 0                          | CF Monterrey  | CF Monterrey  | 3                            | 4                            |                              |                              |  |  | 22 et 25 novembre 2024 | 22 et 25 novembre 2024 | 22 et 25 novembre 2024 | 22 et 25 novembre 2024 |
|  |                            |                            |                            |                            | CF Monterrey  | CF Monterrey  | 3                            | 4                            |                              |                              |  |  | 22 et 25 novembre 2024 | 22 et 25 novembre 2024 | 22 et 25 novembre 2024 | 22 et 25 novembre 2024 |
|  |                            |                            | CF Pachuca                 | CF Pachuca                 | 0             | 1             |                              |                              |                              |                              |  |  | 22 et 25 novembre 2024 | 22 et 25 novembre 2024 | 22 et 25 novembre 2024 | 22 et 25 novembre 2024 |
|  | 4e                         | CF Pachuca A               | CF Pachuca                 | CF Pachuca                 | 0             | 1             | 0                            | 2                            |                              |                              |  |  | 22 et 25 novembre 2024 | 22 et 25 novembre 2024 | 22 et 25 novembre 2024 | 22 et 25 novembre 2024 |
|  | 4e                         | CF Pachuca A               |                            |                            |               |               |                              | 2                            |                              |                              |  |  | 22 et 25 novembre 2024 | 22 et 25 novembre 2024 | 22 et 25 novembre 2024 | 22 et 25 novembre 2024 |
|  | 5e                         | Juárez                     | 1                          | 1                          |               |               |                              |                              |                              |                              |  |  | 22 et 25 novembre 2024 | 22 et 25 novembre 2024 | 22 et 25 novembre 2024 | 22 et 25 novembre 2024 |
|  | 5e                         | Juárez                     | 1                          | 1                          | CF Monterrey  | CF Monterrey  | 0                            | 3(4)                         |                              |                              |  |  |                        |                        |                        |                        |
|  |                            |                            |                            |                            | CF Monterrey  | CF Monterrey  | 0                            | 3(4)                         |                              |                              |  |  |                        |                        |                        |                        |
|  |                            |                            | Tigres UANL                | Tigres UANL                | 1             | 2(3)          |                              |                              |                              |                              |  |  |                        |                        |                        |                        |
|  | 2e                         | Tigres UANL                | Tigres UANL                | Tigres UANL                | 1             | 2(3)          | 0                            | 7                            |                              |                              |  |  |                        |                        |                        |                        |
|  | 2e                         | Tigres UANL                |                            |                            |               |               |                              |                              |                              |                              |  |  |                        |                        |                        |                        |
|  | 7e                         | Pumas UNAM                 | 0                          | 1                          |               |               |                              |                              |                              |                              |  |  |                        |                        |                        |                        |
|  | 7e                         | Pumas UNAM                 | 0                          | 1                          | Tigres UANL A | Tigres UANL A | 1                            | 2                            |                              |                              |  |  |                        |                        |                        |                        |
|  |                            |                            |                            |                            | Tigres UANL A | Tigres UANL A | 1                            | 2                            |                              |                              |  |  |                        |                        |                        |                        |
|  |                            |                            | Club América               | Club América               | 1             | 2             |                              |                              |                              |                              |  |  |                        |                        |                        |                        |
|  | 3e                         | Club América               | Club América               | Club América               | 1             | 2             | 4                            | 3                            |                              |                              |  |  |                        |                        |                        |                        |
|  | 3e                         | Club América               |                            |                            |               |               |                              | 3                            |                              |                              |  |  |                        |                        |                        |                        |
|  | 6e                         | CD Guadalajara             | 1                          | 2                          |               |               |                              |                              |                              |                              |  |  |                        |                        |                        |                        |
|  | 6e                         | CD Guadalajara             | 1                          | 2                          |               |               |                              |                              |                              |                              |  |  |                        |                        |                        |                        |
|  |                            |                            |                            |                            |               |               |                              |                              |                              |                              |  |  |                        |                        |                        |                        |

( ) = Tirs au but; ap = Après prolongation; e = Victoire aux buts marqués à l'extérieur; f = Victoire par forfait; A = Avantage au classement